# Karol Kisza
Karol Kisza (ur. 9 listopada 1929 w Zamarskach, zm. 6 grudnia 2023) – polski działacz partyjny i państwowy, w latach 1973–1977 wicewojewoda opolski.

## Życiorys
Syn Jana i Ewy. Po odbyciu studiów wyższych otrzymał tytuł magistra inżyniera. W 1967 wstąpił do Polskiej Zjednoczonej Partii Robotniczej. Od 1967 do 1968 był instruktorem i starszym instruktorem w Wydziale Rolnym Komitetu Wojewódzkiego PZPR w Opolu, następnie w tej jednostce pełnił funkcję zastępcy (1968–1971) i kierownika (1971–1973). W 1973 krótko zajmował stanowisko wiceprzewodniczącego Prezydium Wojewódzkiej Rady Narodowej w Opolu. Od 1973 był zastępcą członka KW PZPR, a od 1975 do 1978 członkiem KW PZPR w Opolu. Od grudnia 1973 do ok. sierpnia 1977 pełnił funkcję pierwszego wicewojewody opolskiego (zarówno „dużego”, jak i „małego” województwa). W latach 1975–1979 należał do egzekutywy Komitetu Wojewódzkiego PZPR w Opolu.